# Verwertungsgesellschaftengesetz
Das Verwertungsgesellschaftengesetz, kurz VGG, regelt die Wahrnehmung von Urheberrechten und verwandten Schutzrechten durch Verwertungsgesellschaften, abhängige und unabhängige Verwertungseinrichtungen. Es löste zum 1. Juni 2016 das Urheberrechtswahrnehmungsgesetz ab. Mit ihm wird die europäische VG-Richtlinie 2014/26/EU umgesetzt, die den Rechtsrahmen zur Regulierung der Tätigkeit von Verwertungsgesellschaften harmonisiert. Zum anderen wird das Verfahren zur Ermittlung der Vergütung für Geräte und Speichermedien schneller und effizienter ausgestaltet.

## Novelle 2016
Die am 20. Dezember 2016 erlassene Änderung des VGG schuf eine Übergangslösung für die Folgen der Urteile des Kammergerichts Berlin vom 14. November 2016 (24 U 96/14) und des Bundesgerichtshofs vom 21. April 2016 (I ZR 198/13).
- Paragraph 27 Absatz 2 VGG bestimmt, dass Verleger nach einer im Verteilungsplan der Verwertungsgesellschaften bestimmten Quote an den Einnahmen der Urheber beteiligt werden können – egal, wer die Rechte in die Verwertungsgesellschaft eingebracht hat. Es ist also unwichtig, ob der Urheber zum Zeitpunkt des Abschlusses des Verlagsvertrags bereits Mitglied der Verwertungsgesellschaft war und ihr die Rechte am jeweiligen Werk im Voraus abgetreten hat – dadurch wird das Prioritätsprinzip ausgehebelt.

- Paragraph 27a VGG bestimmt, dass der Urheber, nachdem das Werk veröffentlicht oder bei der Verwertungsgesellschaft angemeldet wurde, der Verwertungsgesellschaft gegenüber zustimmen kann, dass der Verlag auch an den gesetzlichen Vergütungsansprüchen beteiligt wird. Das war bislang aufgrund des Paragraphen 63 des Urheberrechtsgesetzes nicht möglich, da nach zutreffender Ansicht gesetzliche Vergütungsansprüche nicht schon mit der Vollendung des Werks entstehen, sondern mit der Nutzung.[2]

## Novelle 2021
Mit Art. 2 des Gesetzes zur Anpassung des Urheberrechts an die Erfordernisse des digitalen Binnenmarktes vom 31. Mai 2021 (BGBl. I S. 1204, 1212) wurden die Vorgaben über Kollektive Lizenzen mit erweiterter Wirkung aus Art. 12 der Richtlinie (EU) 2019/790 des Europäischen Parlaments und des Rates vom 17. April 2019 über das Urheberrecht und die verwandten Schutzrechte im digitalen Binnenmarkt und zur Änderung der Richtlinien 96/9/EG und 2001/29/EG fristgerecht zum 7. Juni 2021 in deutsches Recht umgesetzt. Dabei wurde zunächst im neu eingefügten § 7a der Begriff des „Außenstehenden“ neu in das VGG eingeführt und anschließend im zweiten Teil Abschnitt 5 grundlegend neu gefasst unter der Überschrift „Kollektive Lizenzen mit erweiterter Wirkung“. Im neu gefassten § 51 Abs. 1 VGG werden die Verwertungsgesellschaften (unter bestimmten Bedingungen, die in den neu eingefügten §§ 51a und 51b VGG spezifiziert werden) ermächtigt, Lizenzen für Nutzungen im Inland auch in Bezug auf Werke zu vergeben, deren Urheber bzw. Rechteinhaber die Verwertungsgesellschaft nicht zur Wahrnehmung ihrer Rechte mandatiert haben. Solche Rechteinhaber, die weder Mitglieder noch Wahrnehmungsberechtigte der Verwertungsgesellschaft sind, sondern „Außenstehende“ (im Sinne von § 7a VGG), haben nunmehr in Deutschland die gleichen Rechte und Pflichten gegenüber der für Werke der betreffenden Gattung zuständigen Verwertungsgesellschaft wie bei einer Wahrnehmung auf vertraglicher Grundlage (§ 51 Abs. 3 VGG). Sie haben demnach auch einen Anspruch auf Beteiligung an den jährlichen Verteilungen der Gelder, die die Verwertungsgesellschaften im Namen der Urheber einnehmen (§§ 23 bis 30 und § 46 VGG). Allerdings behalten die Außenstehenden – anders als die vertraglich an die Verwertungsgesellschaft gebundenen Mitglieder oder Wahrnehmungsberechtigten – das Recht, der Rechtseinräumung durch die Verwertungsgesellschaft zu widersprechen (§ 51 Abs. 2 VGG). Im ebenfalls neu eingefügten § 52 VGG werden die Verwertungsgesellschaften, wenn sie Verträge über Nutzungen von Werken ihres Repertoires, die „nicht verfügbar“ sind (§ 52b), mit einer inländischen Kulturerbe-Einrichtung (gemäß § 60d UrhG) abschließen, darüber hinaus verpflichtet, dafür einzustehen, dass die Lizenz auch für alle nicht verfügbaren Werke der betreffenden Gattung gilt, die ggf. „Außenstehenden“ geschaffen wurden. Wiederum wird zur Sicherung der Rechte der Außenstehenden, selbst darüber zu entscheiden, wem sie zu welchen Bedingungen eine Erlaubnis zur Nutzung ihrer Werke erteilen möchten, ein Widerspruchsrecht ausdrücklich vorbehalten (§ 52 Abs. 2 VGG). In Abstimmung mit den EU-Partnern soll zudem eine online zugängliche zentrale europäische Datenbank beim Amt der Europäischen Union für geistiges Eigentum (EUIPO) eingerichtet werden, in der jede Lizenzierung eines nicht verfügbaren Werks öffentlich bekannt gemacht wird (§ 52a VGG), so dass die Rechteinhaber, in deren Rechte durch die kollektive Lizenz mit erweiterter Wirkung eingegriffen wurde, eine Chance bekommen, davon zu erfahren und gegebenenfalls Widerspruch einzulegen.
Durch diese neu in das Verwertungsgesellschaftengesetz aufgenommenen gesetzlichen Bestimmungen soll es insbesondere Einrichtungen zur Bewahrung und Erschließung des Kulturerbes leichter möglich werden, verwaiste oder nicht verfügbare Werke durch analoge oder digitale Kopien rechtssicher wieder zugänglich zu machen. Allerdings ergeben sich aus dieser Regelung aufgrund der Meldepflichten und der Tarifgestaltung der Verwertungsgesellschaften (§ 39 VGG) erhebliche Belastungen der betreffenden Einrichtungen, was in der Praxis dazu führt, dass von den neuen rechtlichen Möglichkeiten noch nicht in dem bei der Verabschiedung des Gesetzes erhofften Maß Gebrauch gemacht wird.